# Son Ponç Cardaix
Son Ponç Cardaix és una possessió del terme de Llucmajor, Mallorca, situada a la zona del llevant del municipi, entre Son Marrano, Cas Rubins, el Camp d'en Canals i Son Rumbo. El 1777 tenia 166 quarterades i n'era propietari Jaume Mesquida des Revellar. Deriva d'una antiga possessió anomenada Son Ponç que el 1596 pertanyia a Miquel Mut. Tenia cases, ara de Son Ponç Cardaix, i era dedicada a conreu de cereals i a ramaderia ovina. Confrontava amb ses Sitjoles, Son Mesquida, Onxa i Son Julià Mut.